# Bilbao (Gerichtsbezirk)
Der Gerichtsbezirk Bilbao ist einer der sechs Gerichtsbezirke in der Provinz Bizkaia.
Der Bezirk umfasst 20 Gemeinden auf einer Fläche von 426,73 km² mit dem Hauptquartier in Bilbao.

## Gemeinden
| Gemeinde              | Einwohner (2024) | Fläche km² | Dichte Einw./km² | Cod INE | Postleitzahl |
| --------------------- | ---------------- | ---------- | ---------------- | ------- | ------------ |
| Arakaldo              | 160              | 2,65       | 60               | 48005   | 48498        |
| Arrankudiaga          | 1.007            | 22,80      | 44               | 48009   | 48498        |
| Arrigorriaga          | 11.952           | 16,21      | 737              | 48011   | 48480        |
| Basauri               | 40.388           | 7,01       | 5.761            | 48015   | 48970        |
| Bilbao                | 348.089          | 41,31      | 8.426            | 48020   | 48001–48015  |
| Derio                 | 7.168            | 7,40       | 969              | 48901   | 48160        |
| Etxebarri             | 11.941           | 3,26       | 3.663            | 48029   | 48450        |
| Erandio               | 24.662           | 17,97      | 1.372            | 48902   | 48950        |
| Galdakao              | 24.774           | 31,66      | 783              | 48036   | 48960        |
| Larrabetzu            | 2.047            | 21,39      | 96               | 48052   | 48195        |
| Lezama                | 2.459            | 16,54      | 149              | 48081   | 48196        |
| Loiu                  | 2.359            | 15,55      | 152              | 48903   | 48180        |
| Orduña                | 4.203            | 33,49      | 126              | 48074   | 48460        |
| Orozko                | 2.666            | 102,72     | 26               | 48075   | 48410        |
| Sondika               | 4.587            | 6,30       | 728              | 48904   | 48150        |
| Ugao-Miraballes       | 4.175            | 5,22       | 800              | 48065   | 48490        |
| Usánsolo              | 4.572            | 7,50       | 610              | 48916   | 48960        |
| Zamudio               | 3.314            | 18,08      | 183              | 48905   | 48170        |
| Zaratamo              | 1.611            | 10,02      | 161              | 48097   | 48480        |
| Zeberio               | 1.081            | 47,15      | 23               | 48025   | 48499        |
| Gerichtsbezirk Bilbao | 503.215          | 426,73     | 1.179            | –       | –            |